# الإبحار في الألعاب الأولمبية الصيفية 2024
الإبحار هي رياضة أولمبية بدأت منذ دورة الألعاب الأولمبية الأولى ( أولمبياد 1896 في أثينا، اليونان). باستثناء دورة الألعاب الأولمبية الصيفية لعام 1904، كان الإبحار دائمًا مدرجًا في الجدول الأولمبي. وسوف تعقد منافسات الإبحار في الألعاب الأولمبية الصيفية 2024 في الفترة من 28 يوليو إلى 8 أغسطس في مرسى مرسيليا.   تم تخفيض عدد البحارة الذين يتنافسون في عشرة أحداث مختلفة في هذه الألعاب من 350 إلى 330، مع توزيع متساو بين الرجال والسيدات. علاوة على ذلك، تم إجراء العديد من التغييرات المهمة في برنامج الإبحار لباريس 2024 لتعزيز المساواة بين الجنسين والتنوع الواسع بين الدول في عملية التصفيات.